# تپه‌های چیتاگونگ
تپه‌های چیتاگونگ (به لاتین: Chittagong Hill Tracts) یک استان در بنگلادش است که در استان چیتاگونگ واقع شده‌است.